# Шум Віталій Андрійович
Віталій Андрійович Шум (нар. 3 січня 1954, с. Некрасове, Глухівський (нині — Шосткинський) район, Сумська область) — український архітектор, майстер різьблення по дереву. Заслужений  майстер народної творчості України (2012). Член Національної спілки архітекторів України (1991) та Національної спілки майстрів народного мистецтва України (1991). Один з фундаторів Сумського обласного осередку НСМНМУ та його голова (з 2011).

## Життєпис
Віталій Андрійович Шум народився 1954 року в селі Некрасове на Глухівщині в сім'ї сільських трударів Андрія Федоровича та Анни Іванівни Шумів.
Різьбленням по дереву захоплювався з дитинства. Батько — столяр-червонодеревець став його першим вчителем і наставником.
1969 року закінчив 8 класів загальноосвітньої школи № 1 у місті Глухів, у 1969—1973 рр. навчався в Глухівському технікум гідромеліорації та електрифікації сільського господарства (нині — Глухівський агротехнічний фаховий коледж СНАУ).
Закінчив архітектурний факультет Харківського інженерно-будівельного інституту (1981).
1980 року вперше взяв участь у виставці декоративно-прикладного мистецтва Харківщини, яка експонувалася в Харківському художньому музеї.
Після закінчення інституту переїхав до міста Суми. З 1981 р. працював на різних посадах в інституті «Діпрохіммаш». З 1992 р. обіймав посаду головного архітектора в інституті «Сумипроєкт».
У 1994—1999 рр. вів гуртки різьблення по дереву і гончарства в центрі естетичного виховання сумської школи № 24[2].
У 1999—2001 рр. працював вчителем образотворчого мистецтва та трудового навчання у сумській школі № 6.
З 2001 р. — головний архітектор Творчо-виробничої майстерні архітектурного проектування «БББ». З 2006 р. — директор ТОВ ПВМ «НОЙЗ».
За проєктування дитячого парку «Казка» був нагороджений обласною премією ім. П. Рудя.
Працюючи архітектором, Віталій Андрійович продовжує опановувати різні технічні прийоми обробки деревини, вивчати токарну справу, створювати нові мистецькі твори.
Митець став одним із організаторів Сумського обласного осередку Спілки майстрів народного мистецтва України, був серед делегатів Установчого з'їзду цієї спілки від Сумщини. З 2011 року він очолює Сумський осередок НСМНМУ.
Персональні виставки творчих робіт Віталія Шума проходили в Сумах 1982 та 1990 року. Протягом 2000-х років у Сумському художньому музеї ім Н. Онацького відбулося декілька персональних виставок митця, серед яких «Залюблений у дерево» (2004), «Різьбяр. Мистецтво. Час» (2013), «Живі традиції нашого краю» (2014), ювілейна виставка (2024).
Учасник багатьох обласних, всеукраїнських та міжнародних виставок, фестивалів, ярмарків, симпозіумів народного і декоративно-ужиткового мистецтва. Серед них: Міжнародний фестиваль українського фольклору «Берегиня» (м. Луцьк, 1991), Всеукраїнський симпозіум з народного мистецтва «Бубнівка — 2000» (Вінницька обл., м. Гайсин).
Брав участь у Першій київській виставці народної дерев'яної скульптури «Велес — 2003» (Київська міська галерея мистецтв «Лавра») та Першому всеукраїнському симпозіумі народної дерев'яної скульптури «Велес — 2005» (Музей народної архітектури та побуту України, м. Київ, с. Пирогів).
Віталій Шум — активний учасник всеукраїнського пленеру майстрів художньої обробки дерева, який проводиться у стародавньому Глухові. Окрасою території Національного історико-культурного заповідника «Глухів» стала його скульптура «Київська Русь», передана художником в дар місту.
Твори майстра зберігаються в колекціях музеїв Києва, Запоріжжя, Дніпра, Сум, Дирекції художніх виставок України (м. Київ).

## Художня творчість
Віталі Шум володіє технікою круглого (скульптурного) і рельєфного різьблення, працює в жанрі народної сюжетної дерев'яної скульптури. В багатьох своїх роботах відтворює життя та побут сільських трударів, їх доброту та мудрість, любов до світу природи («Щаслива старість», «Покоління», «Куховарка», «Старий майстер», «Вареники», «Коза Катька», «Хранителі Казана», «Парне молоко», «Баба Палажка», «Дід Панас на пасіці» та ін.).
Цікава скульптурна композиція «Як чумаки у Крим по сіль ходили», в якій автор вдало врахував колір деревини, пропорції фігур, диференціював фактуру одягу, шкіри волів, тканини мішків, постаменту. За цей твір Віталій Шум був відзначений першою премією Сумської обласної ради (1999).
Особливу сторінку в доробку автора становлять шевченківська тема та минуле України. Свої роботи «Мені тринадцятий минало», «На панщині пшеницю жала», «Гончар» художник передав у дарунок обласному художньому музею.
Не обходить увагою Віталій Шум тему українсmкого козацтва («Козак Мамай», «Проводжала на війноньку, дарувала хустиноньку», «Шабля, люлька — вся родина, сивий коник — то ж мій брат»).
Звертається майстер і до теми українського кобзарства («Кобзар з поводирем», «Остап Вересай»).

Мистецтвознавиця Євгенія Кочерженко так охарактеризувала його творчість:
«Щоразу перед його роботами відчуваеш радість пізнанання, відкриваючи для себе щось нове, невідоме. Використовуючи ритми лінійного рисунка, пластичне багатство об'ємно-просторових форм, різноманітні технічні прийоми обробки деревини, що допомагають вміло виявляти особливості цього прекрасного природного матеріалу, майстер змушує нас хвилюватися і радіти. Розглядаючи його скульптуру, відчуваєш у ній рідне: є там і гумор, і поезія, і тепло, і любов до рідного краю, його історії».

## Твори
- «Покоління» (1983)

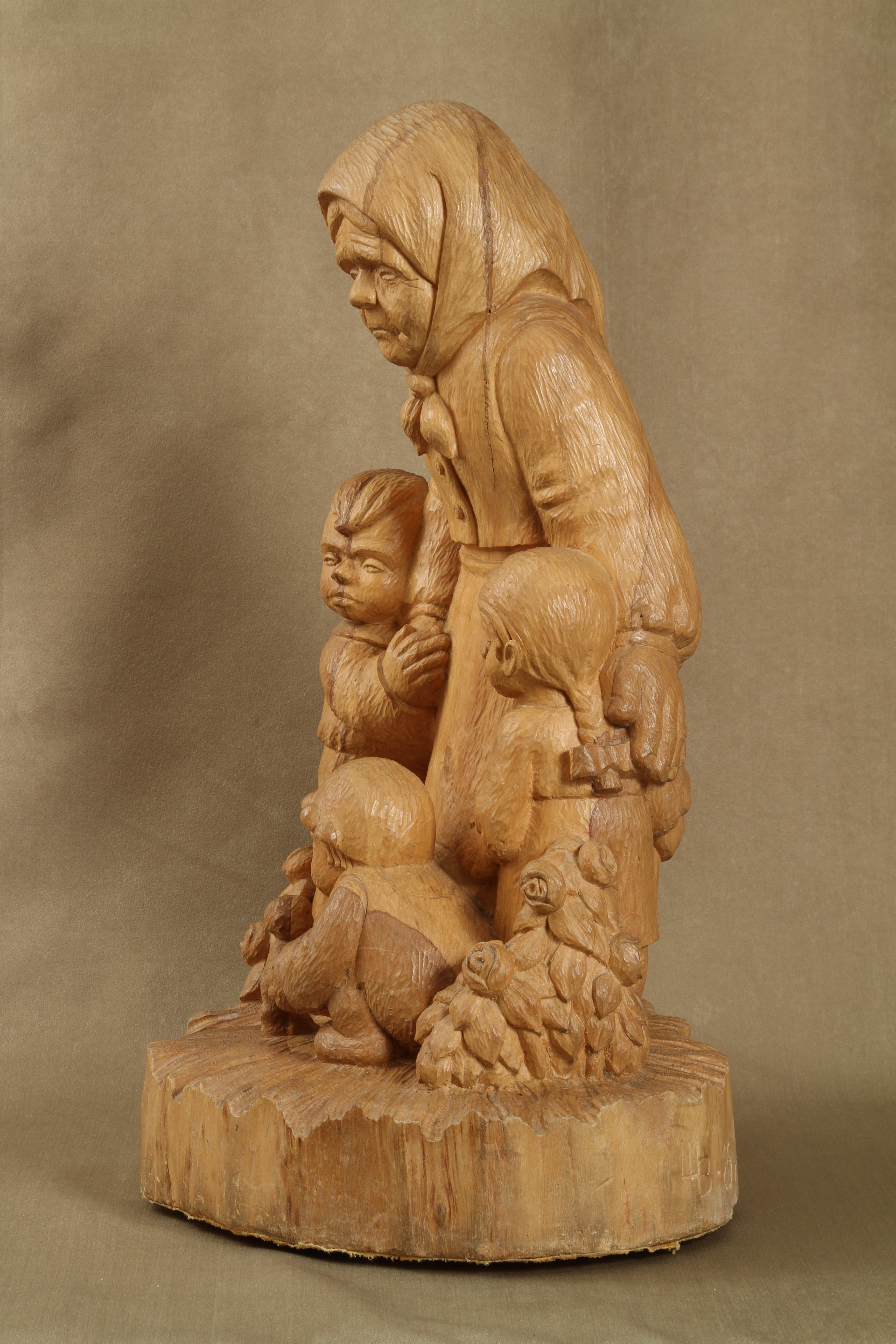
«Луківна» (1986)
- «Щаслива старість» (1990)
- «Чумацький шлях» (1992)
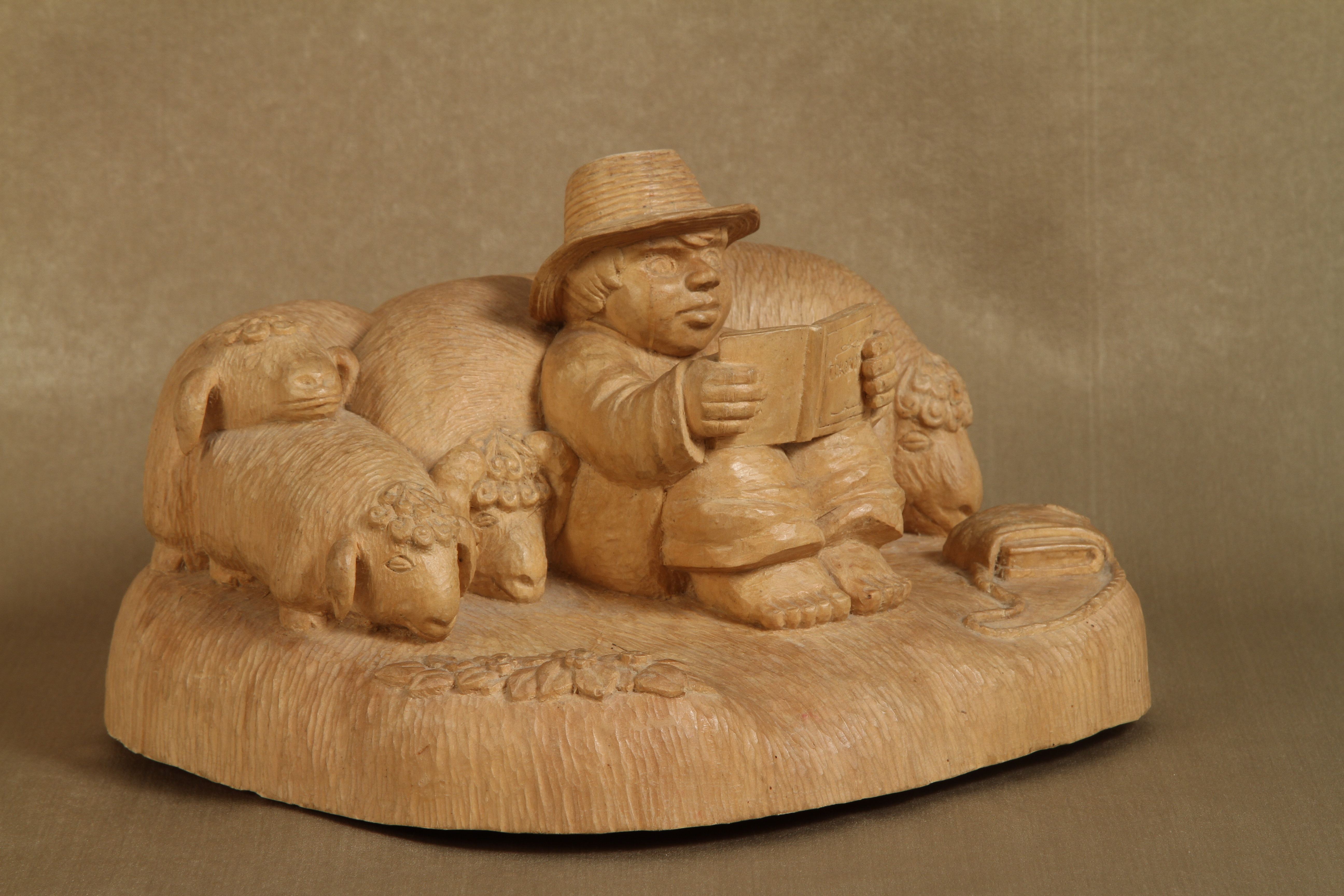
«Мені тринадцятий минало…» (2000)
- «Біля печі» (2001)
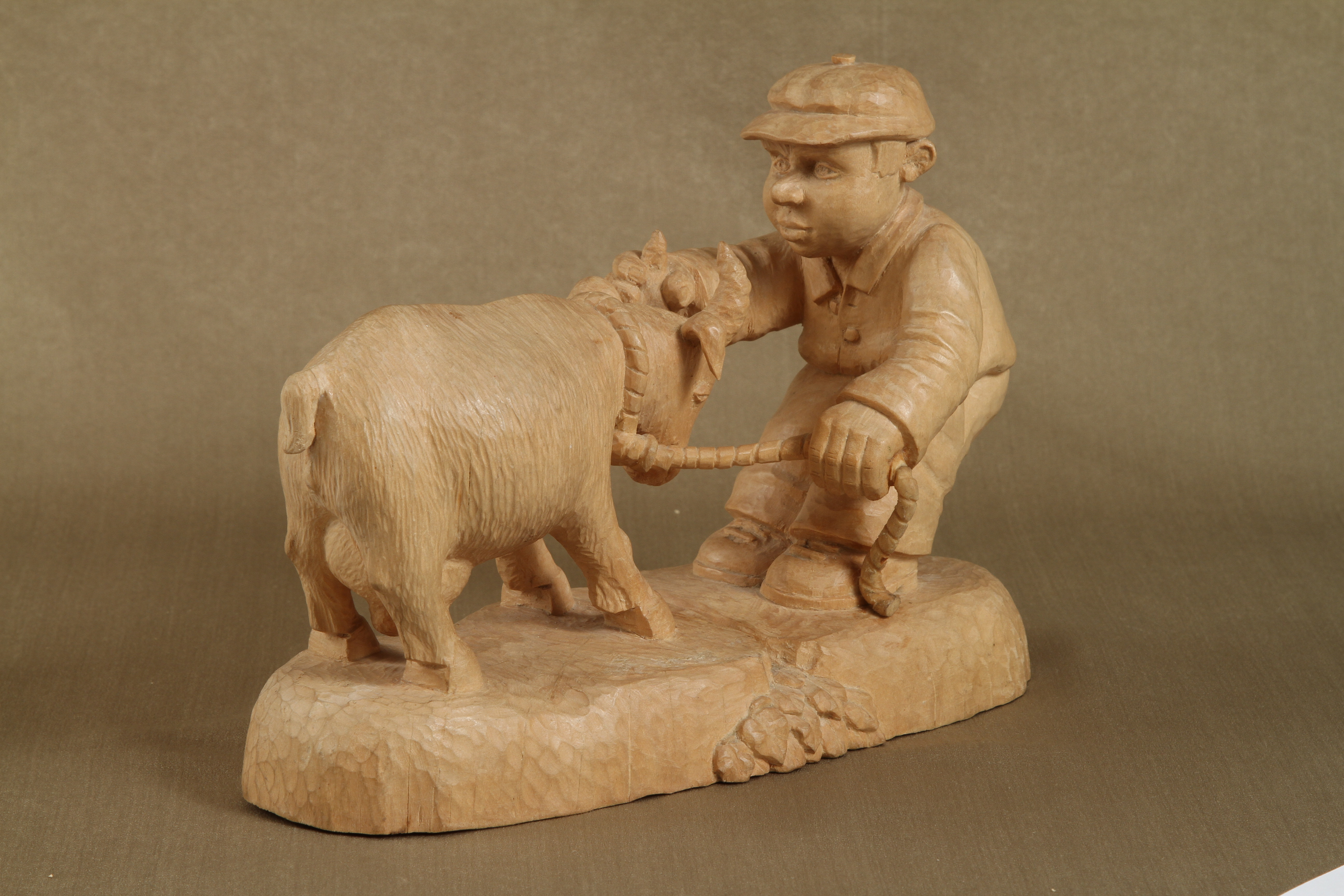
«Коза Катька» (2001)
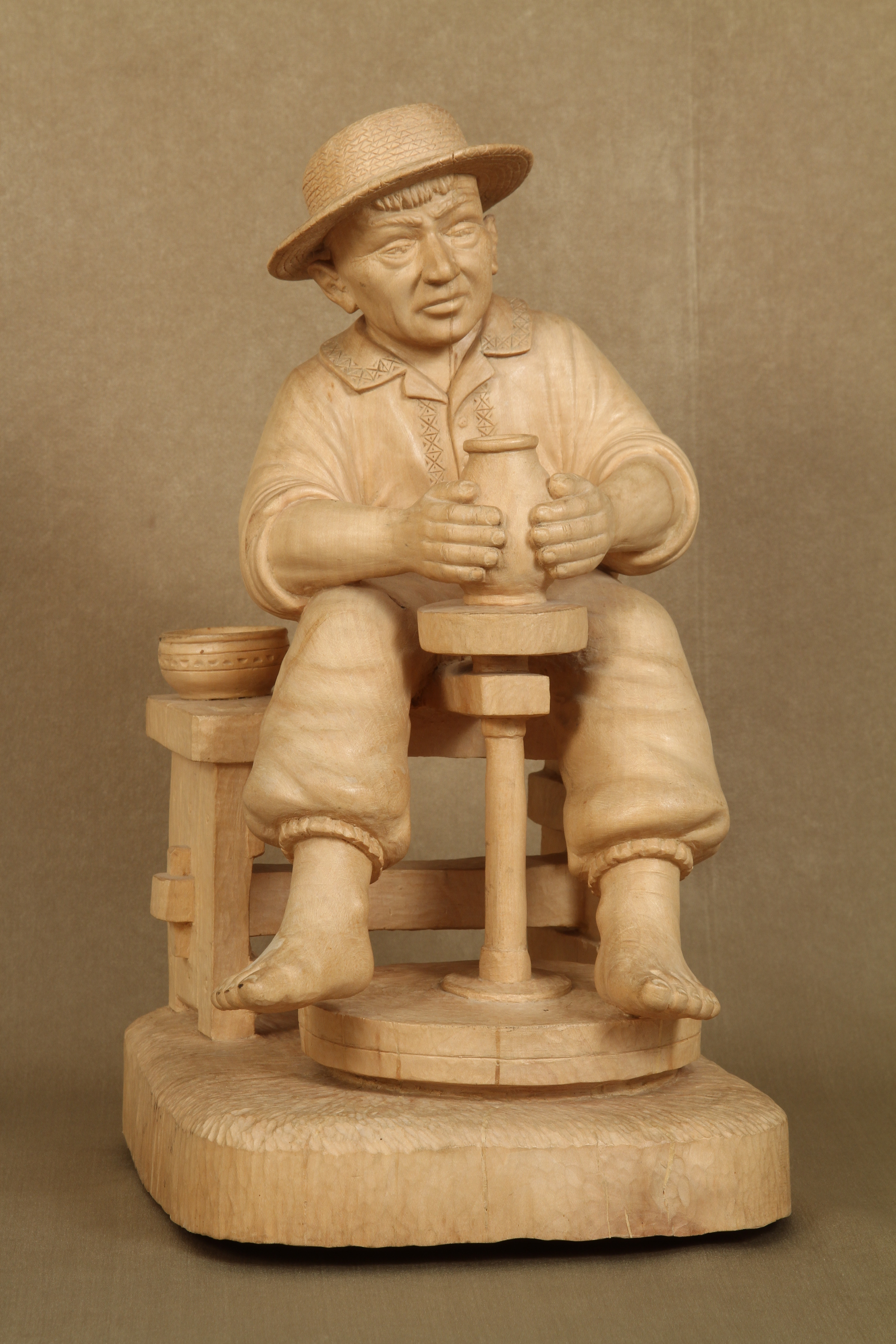
«Гончар» (2002)
- «Кобзар з поводирем» (2003)
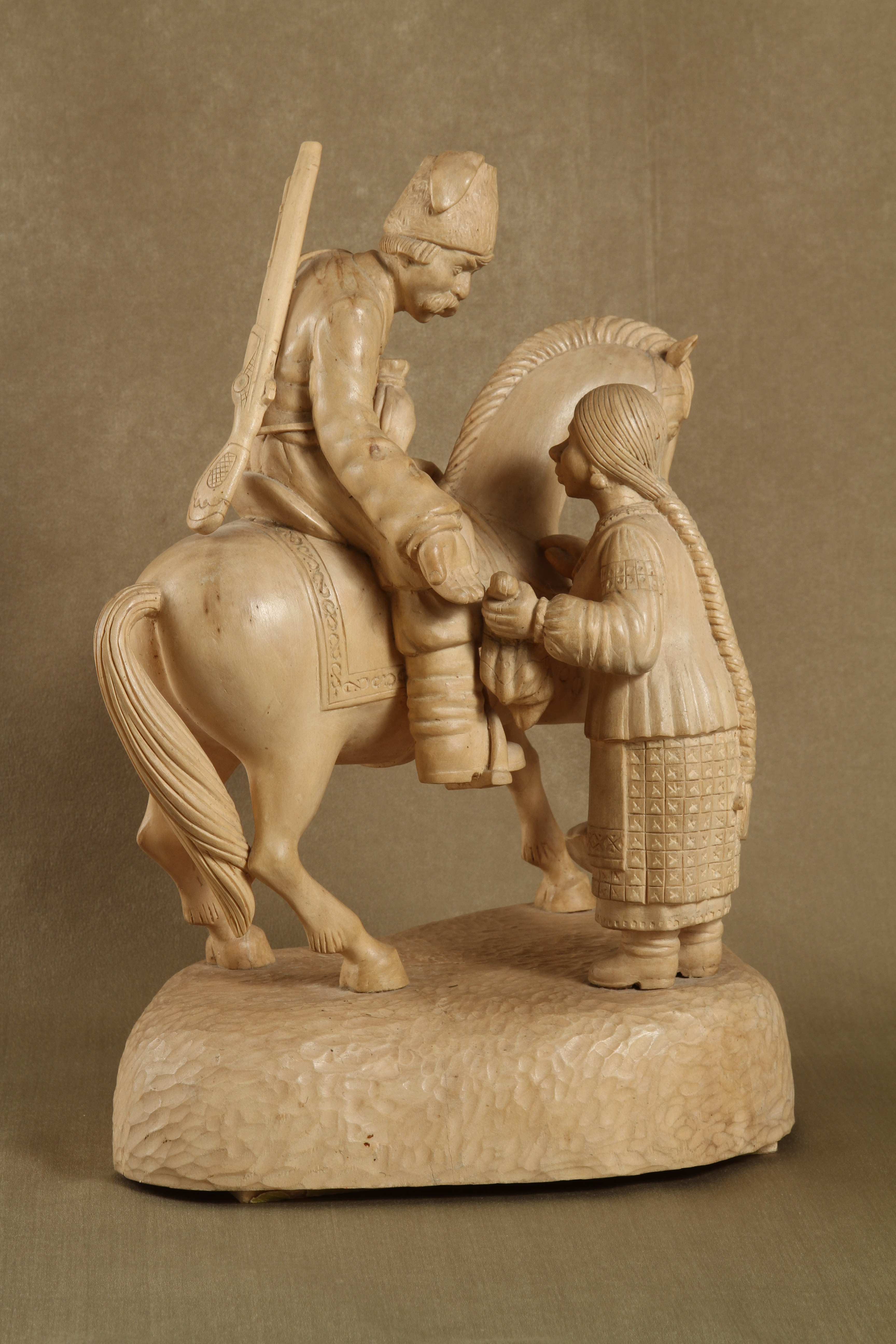
«Проводжала на війноньку дарувала хустиноньку…» (2003)
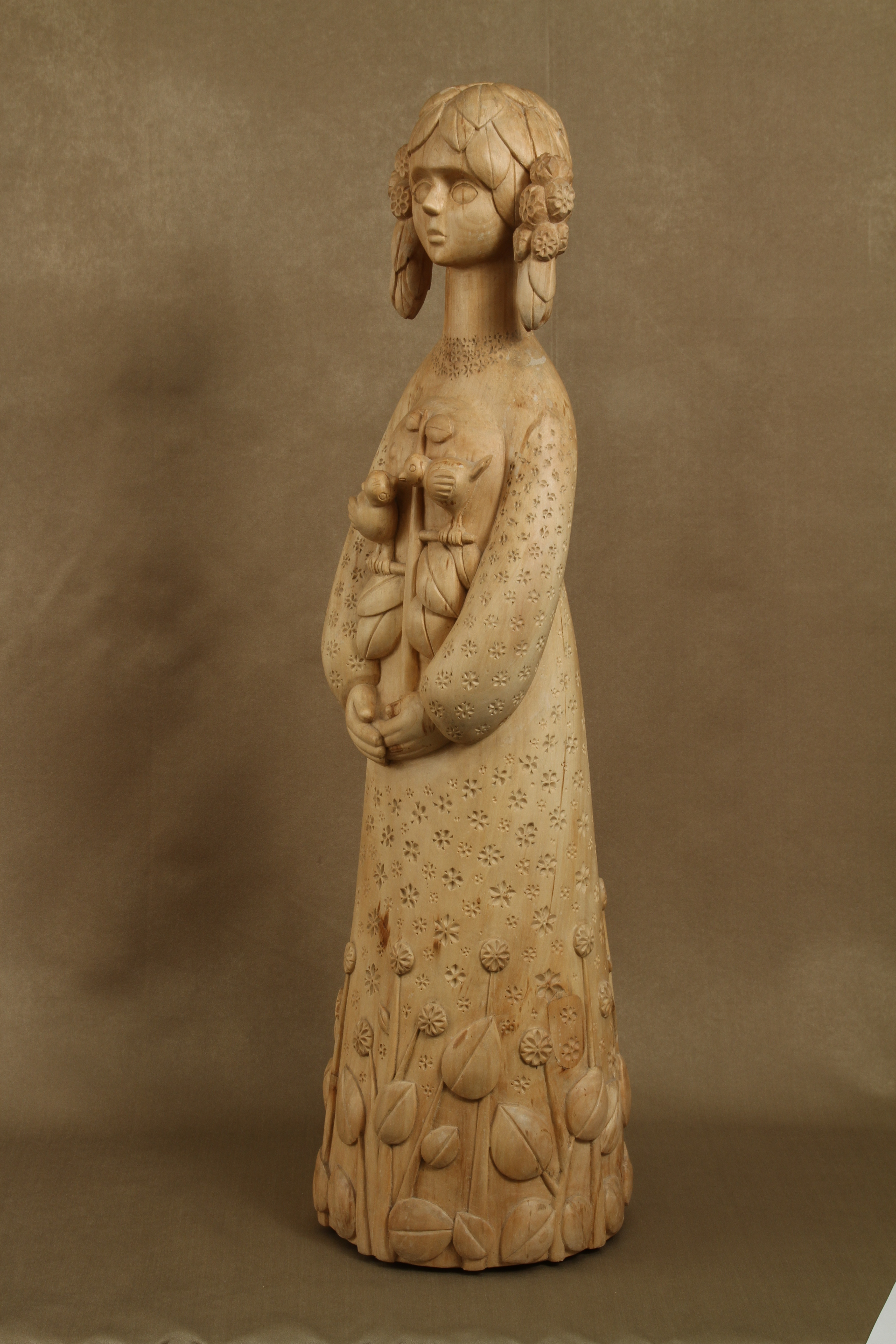
«Весна» (2004)
- «Козак Мамай» (2006)
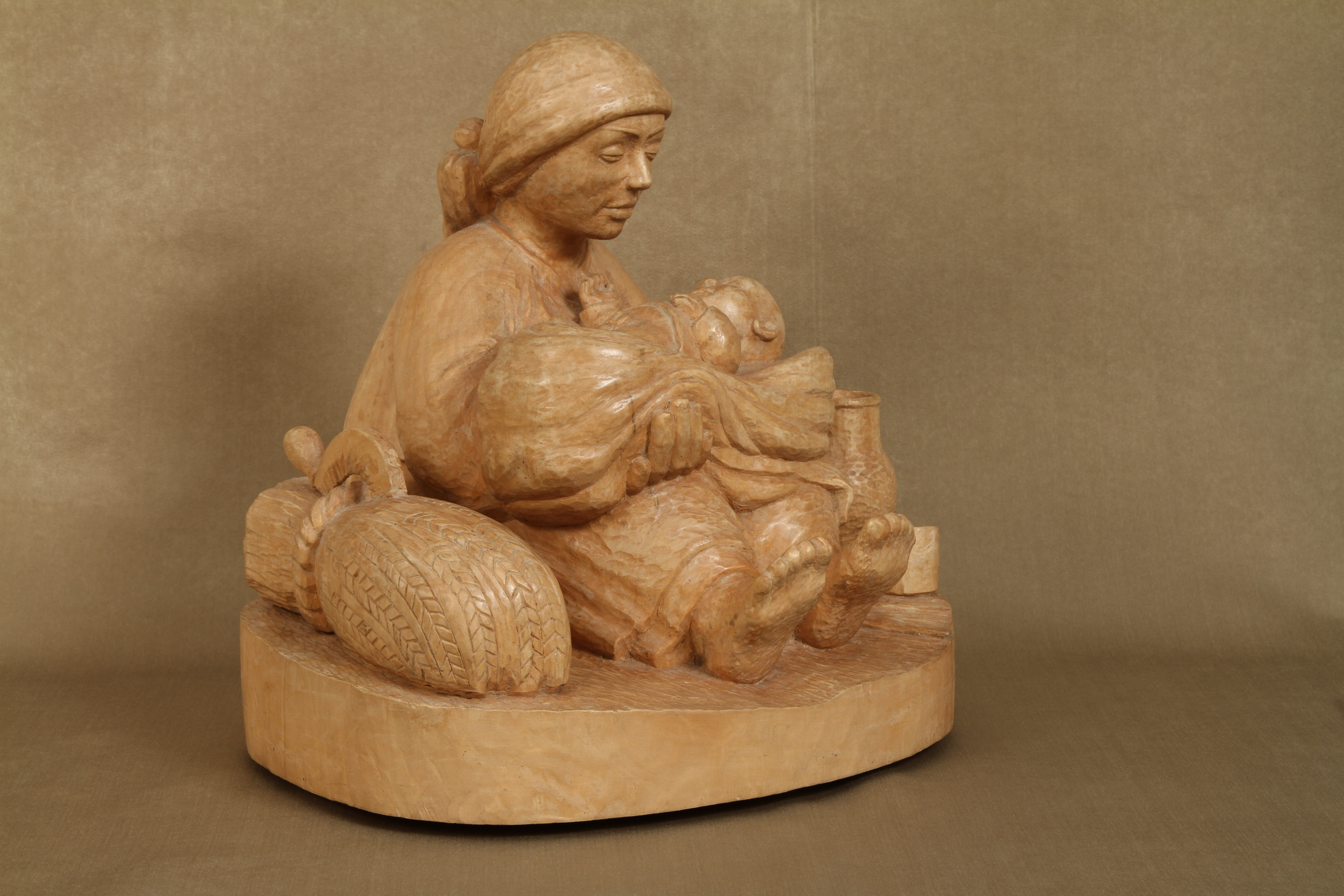
«На панщині пшеницю жала…» (2009)
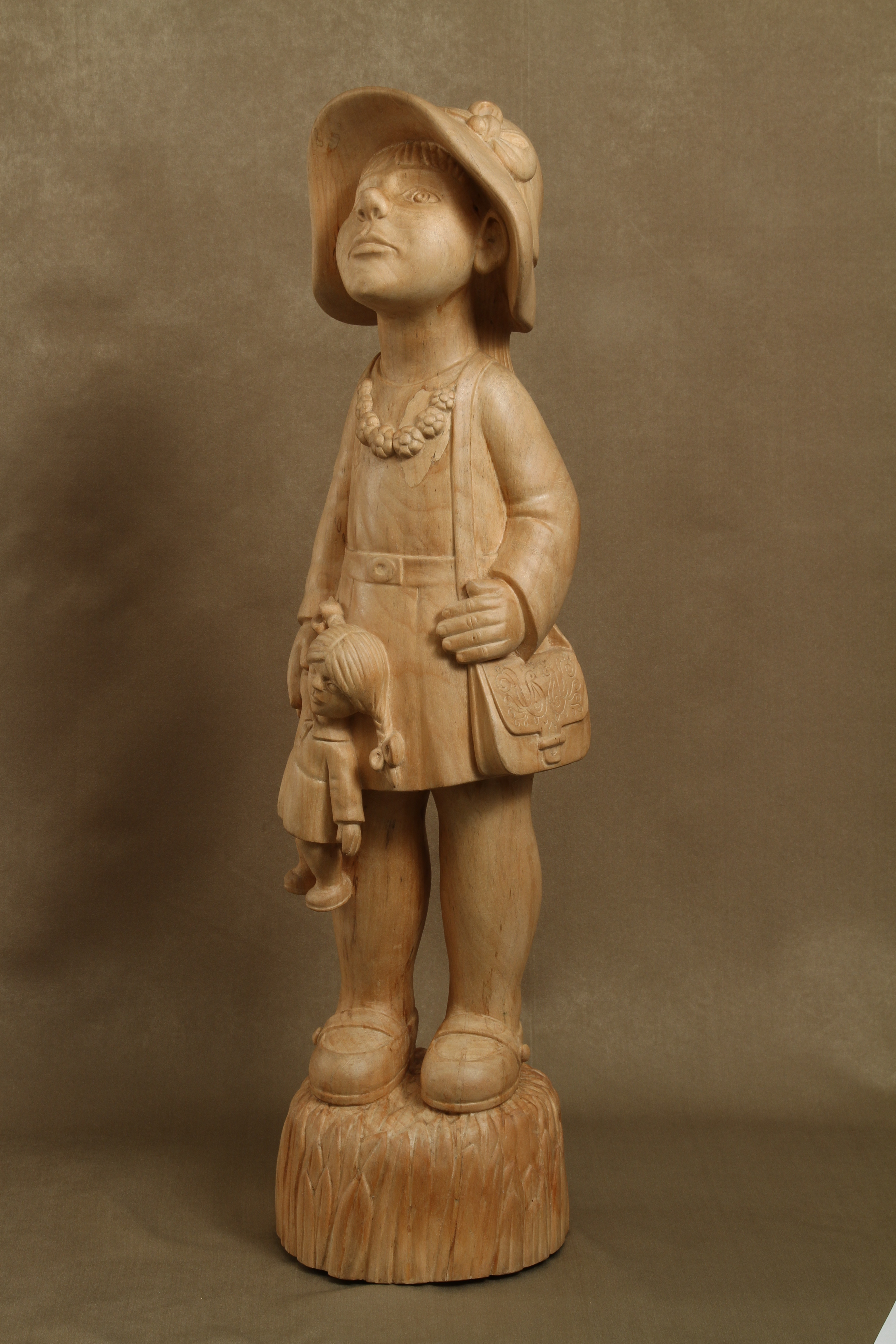
«Софійка» (2011)
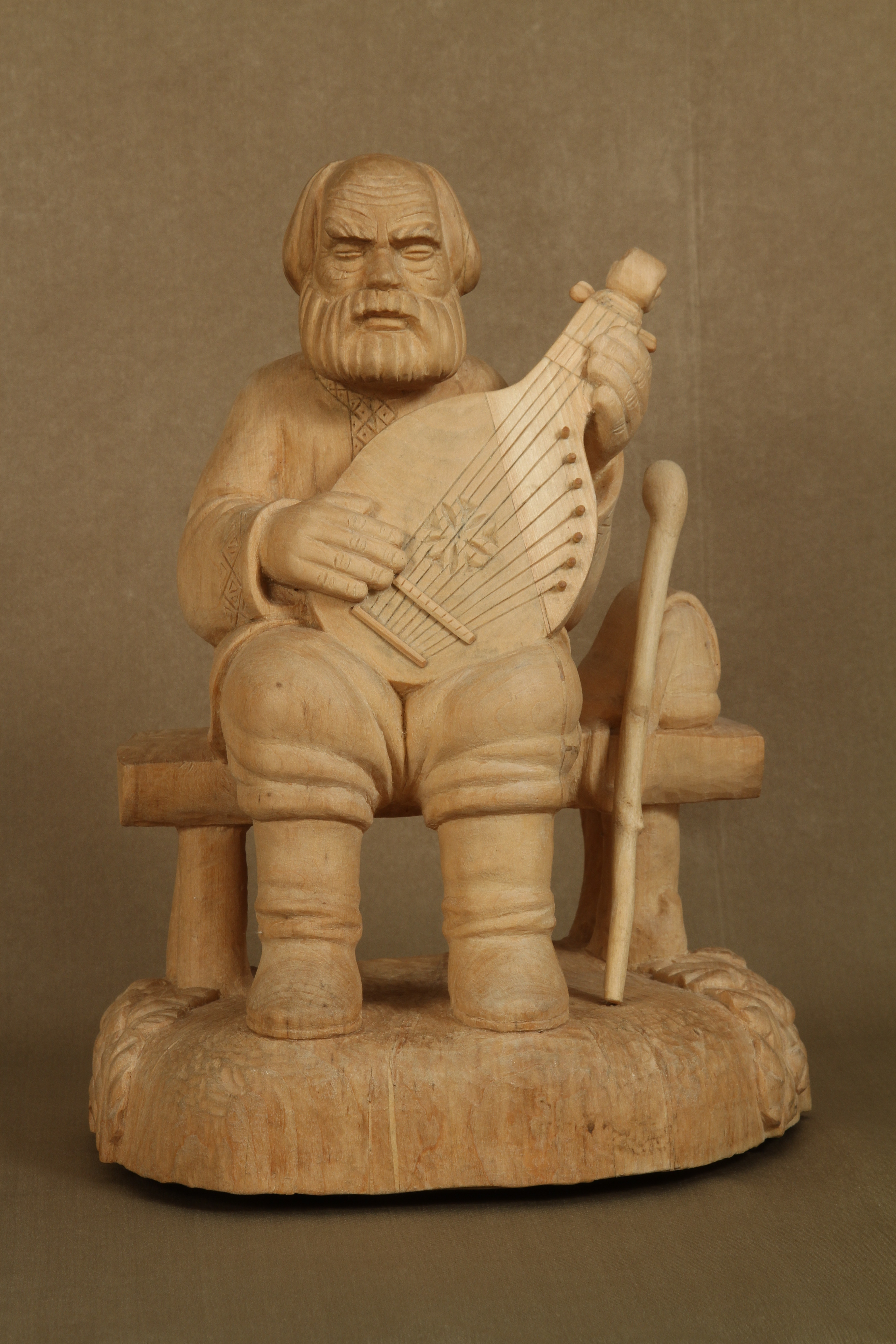
«Остап Вересай» (2012)
- «На Сорочинський ярмарок» (2016)
- «Парне молоко» (2017)
- «Збір урожаю» (2020)
- «Наталчині онуки» (2023)

- «Луківна» (1986)
- Мені тринадцятий минало (2000)
- Коза Катька (2001)
- Гончар (2002)
- Проводжала на війноньку дарувала хустиноньку ... (2003)
- Весна (2004)
- На панщині пшеницю жала... (2009)
- Софійка (2011)
- Остап Вересай  (2012)

## Відзнаки
- 1985 — обласна премія ім. Пилипа Рудя;
- 1999 — премія Сумської обласної ради в галузі літератури та мистецтва в номінації «За кращі твори образотворчого та декоративно-прикладного мистецтва»;
- 2003 — Почесна грамота Сумської обласної ради;
- 2012 — звання «Заслужений майстер народної творчості України»;
- 2016 — Почесна відзнака обласної культурно-мистецької акції «Мистецькі сходи» в номінації «Культурна спадщина» у категорії «Народні майстри та умільці»;
- 2016 — Подяка голови Сумської обласної державної адміністрації за активну участь у Всеукраїнській виставці-ярмарку майстрів народної творчості;
- 2024 — стипендія Президента України[19].